# Álona (ort i Grekland, Västra Makedonien)
Álona (Alona, Alonas, Armenskon) är en ort i Grekland.   Den ligger i prefekturen Nomós Florínis och regionen Västra Makedonien, i den norra delen av landet, 400 km nordväst om huvudstaden Aten. Álona ligger 981 meter över havet och antalet invånare är 211.
Terrängen runt Álona är kuperad söderut, men norrut är den bergig. Runt Álona är det ganska glesbefolkat, med 43 invånare per kvadratkilometer. Närmaste större samhälle är Florina, 9,0 km öster om Álona. I omgivningarna runt Álona växer i huvudsak lövfällande lövskog.